# Baiyapur, Lingsugur
Baiyapur là một làng thuộc tehsil Lingsugur, huyện Raichur, bang Karnataka, Ấn Độ.